# Educação e ciência na cidade do Rio de Janeiro

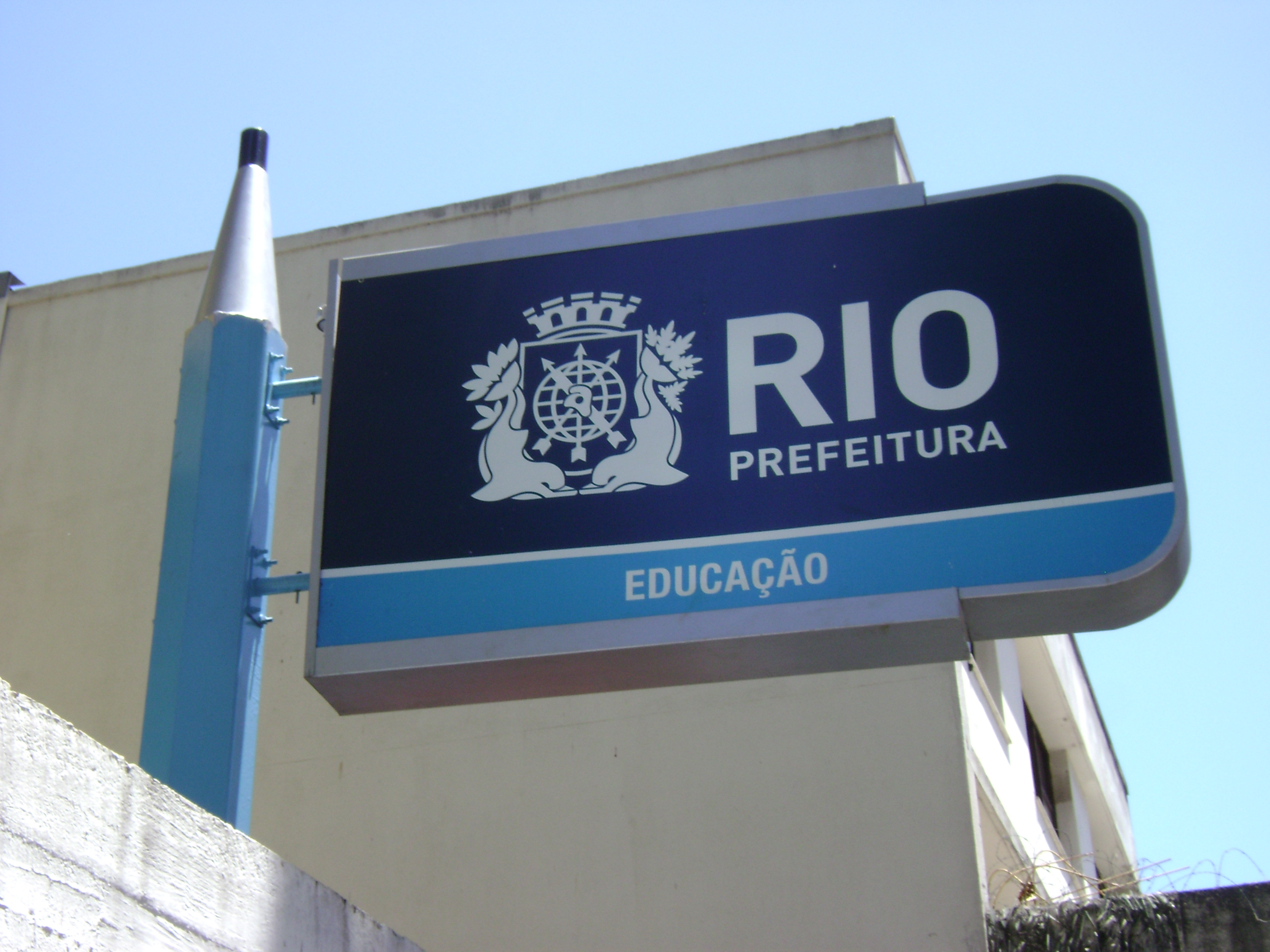
Placa na entrada de uma escola municipal do Rio de Janeiro.

Com 1 718 estabelecimentos de ensino fundamental, 1 492 unidades pré-escolares, 566 escolas de nível médio e 66 instituições de nível superior, a cidade do Rio de Janeiro detém a segunda rede de ensino mais extensa do país. Ao total, são 1 414 048 matrículas e 73 508 docentes registrados. Nas seções a seguir, encontra-se um panorama estatístico e descritivo da educação e da ciência no município, e a relação de seus principais centros de pesquisa e desenvolvimento e universidades.

## Educação

### Indicadores
O fator "educação" do IDH no município atingiu em 2000 a marca de 0,933 – patamar consideravelmente elevado, em conformidade aos padrões do Programa das Nações Unidas para o Desenvolvimento (PNUD) – ao passo que a taxa de analfabetismo indicada pelo último censo demográfico do IBGE foi de 4,4% (superior apenas às das capitais da região Sul).
| Educação no Rio de Janeiro em números | Educação no Rio de Janeiro em números | Educação no Rio de Janeiro em números | Educação no Rio de Janeiro em números | Educação no Rio de Janeiro em números | Educação no Rio de Janeiro em números  | Educação no Rio de Janeiro em números |
| Nível                                 | Matrículas                            | Estudantes da rede pública (%)        | Docentes                              | Escolas (total)                       | Unidades de ensino da rede pública (%) | Ano de referência                     |
| ------------------------------------- | ------------------------------------- | ------------------------------------- | ------------------------------------- | ------------------------------------- | -------------------------------------- | ------------------------------------- |
| Ensino pré-escolar                    | 126.100                               | 72,91                                 | 7.314                                 | 1.492                                 | 49,40                                  | 2007                                  |
| Ensino fundamental                    | 754.390                               | 81,48                                 | 31.783                                | 1.718                                 | 62,98                                  | 2007                                  |
| Ensino médio                          | 248.179                               | 85,50                                 | 13.452                                | 566                                   | 51,94                                  | 2007                                  |
| Ensino superior                       | 285.379                               | 18,38                                 | 20.959                                | 66                                    | 9,09                                   | 2005                                  |

Tomando-se por base o relatório do Índice de Desenvolvimento da Educação Básica (IDEB) de 2007, o Rio obteve a terceira melhor colocação dentre as capitais brasileiras. Na classificação geral do Exame Nacional do Ensino Médio (ENEM) de 2005, três escolas cariocas ocuparam os primeiros lugares: o Colégio de São Bento, o Colégio Santo Agostinho e o Colégio PH. A Escola Politécnica de Saúde Joaquim Venâncio, da Fundação Oswaldo Cruz, foi a instituição pública de nível médio a alçar a maior nota no quadro nacional, conquistando a quinta posição. Em 2007, oito escolas da cidade figuraram entre as 20 melhores do ranking, sendo os colégios São Bento e Santo Agostinho os respectivos primeiro e segundo colocados. Em 2008, sete escolas apareceram na lista. Contudo – e em consonância aos grandes contrastes verificados na metrópole –, em regiões periféricas e empobrecidas, o aparato educacional público de nível médio e fundamental é ainda deficitário, dada a escassez relativa de escolas ou recursos. Nesses locais, a violência costuma impor barreiras ao aproveitamento escolar, constituindo-se numa das causas preponderantes à evasão.
Na capital fluminense também se encontra a sede da União Nacional dos Estudantes (UNE), fundada em 1937 com apoio do Centro Acadêmico Cândido de Oliveira (CACO) da Faculdade de Direito da Universidade Federal do Rio de Janeiro.

### Ensino Fundamental e Médio
A cidade conta com diversas escolas de nível fundamental e médio, sendo as com mais destaque : Privadas - Colégio de São Bento         (Fundamental e Médio), Colégio Santo Agostinho (Fundamental e Médio), Colégio Cruzeiro (Fundamental e Médio), Colégio Andrews (Fundamental e Médio), Escola SESC de Ensino Médio (Fundamental e Médio. Oferece um ensino gratuito porém não é administrada pelo governo), Colégio e Curso PH, etc. Públicas - Colégio Pedro II (Fundamental e Médio), Escola Politécnica de Saúde Joaquim Venâncio (Médio), Colégio de Aplicação da UERJ (Fundamental e Médio), Colégio Brigadeiro Newton Braga (Fundamental e Médio), Colégio de Aplicação da Universidade Federal do Rio de Janeiro (Fundamental e Médio), Instituto Federal do Rio de Janeiro (Médio), Centro Federal de Educação Tecnológica Celso Suckow da Fonseca (Médio), entre outros.

### Ensino superior
Contemplado por expressivo número de renomadas instituições de ensino e centros de excelência, o Rio de Janeiro é o segundo maior pólo de pesquisa e desenvolvimento do Brasil, responsável por 17% da produção científica nacional – segundo dados de 2005. No cenário atual, destacam-se importantes universidades públicas e privadas, muitas delas consideradas centros de referência em determinadas áreas.

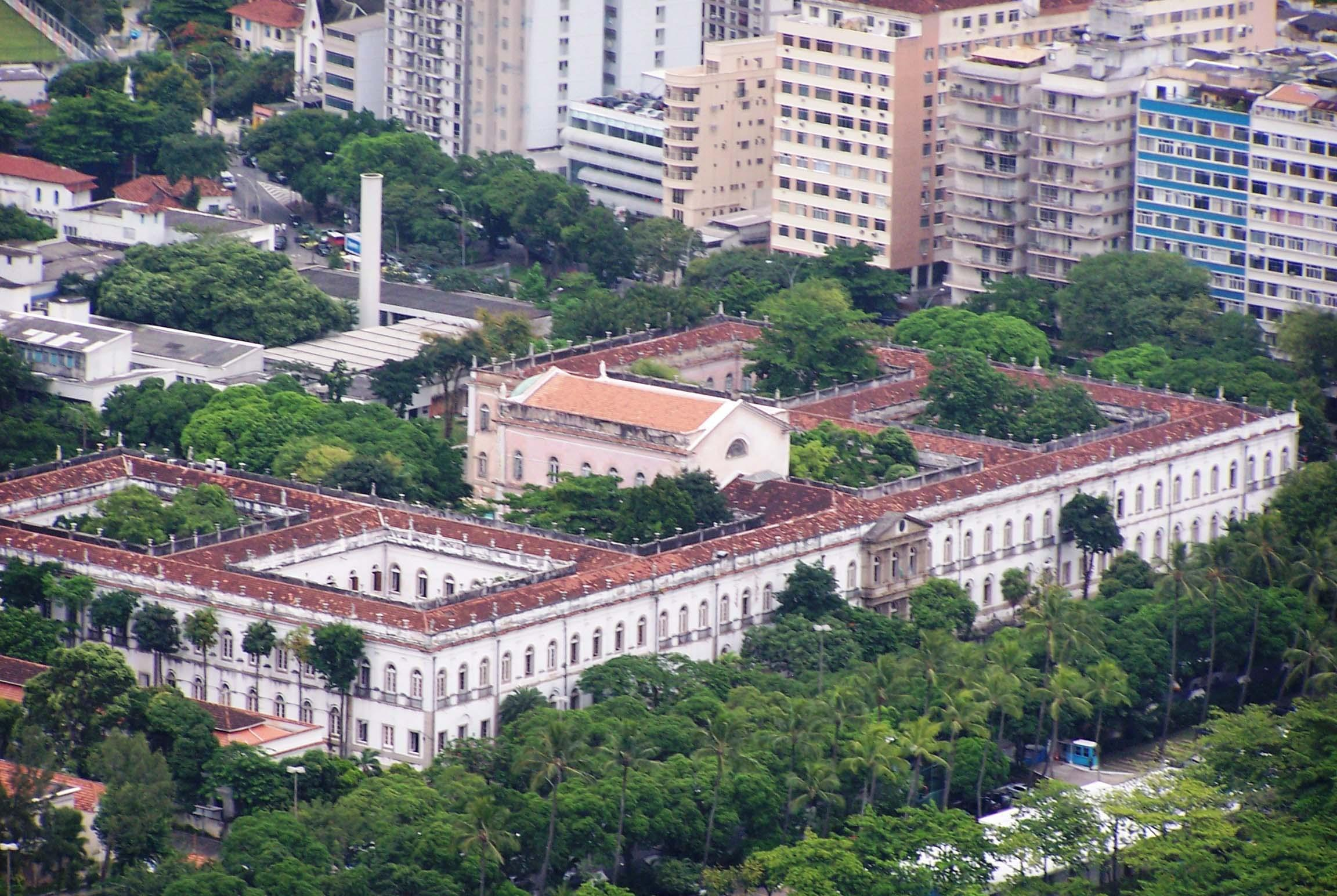
O "Palácio Universitário", edificação em estilo neoclássico do século XIX, sedia o campus Praia Vermelha da UFRJ.

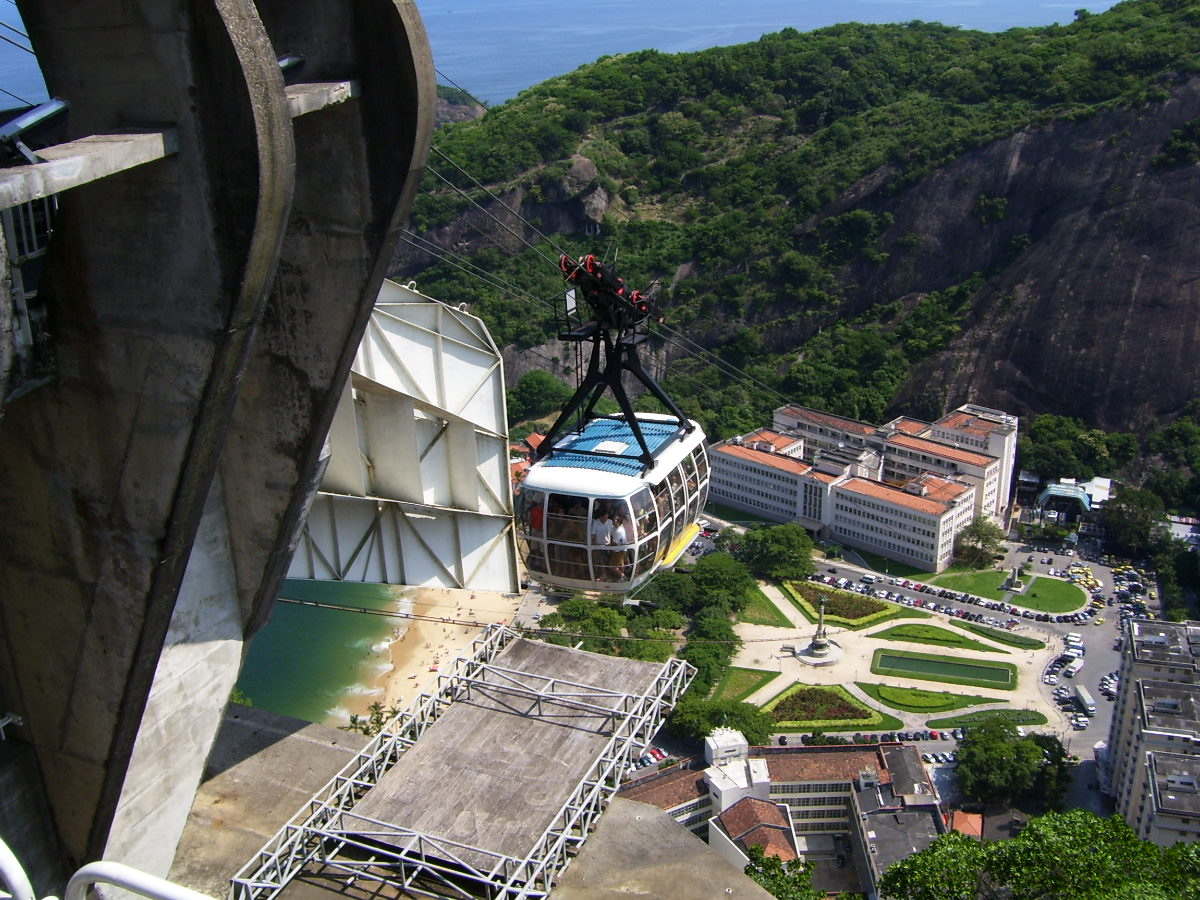
Bondinho do Pão de Açúcar subindo o morro da Urca, com a praia Vermelha, a praça Gen. Tibúricio e o Instituto Militar de Engenharia (IME) ao fundo.

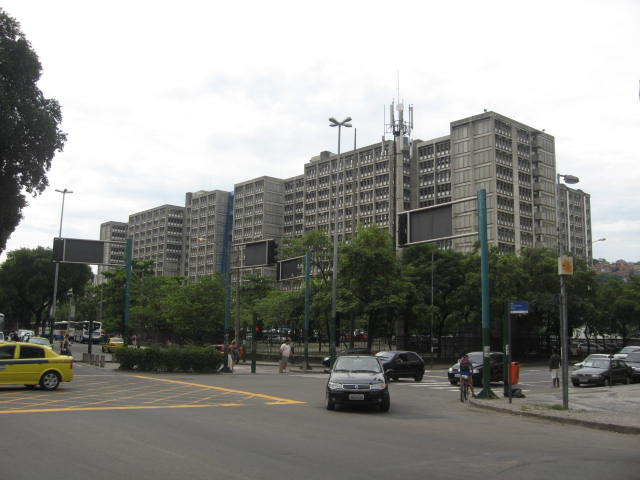
Fachada do campus da Universidade do Estado do Rio de Janeiro (UERJ).

Universidade Federal do Rio de Janeiro (UFRJ)
Criada em 1920 com o nome de Universidade do Rio de Janeiro, a UFRJ é a maior e mais antiga universidade federal do país. Nasceu da fusão de três faculdades preexistentes: Medicina, Direito e Politécnica. Em 1937, após desvelada uma grande reestruturação, passou a ser chamada de Universidade do Brasil, recebendo o nome atual em 1965 – ocasião em que adquiriu plena autonomia financeira, didática e disciplinar. O campus principal situa-se na ilha do Fundão, e há mais quatro campi espalhados pela cidade. Conferem-lhe grande prestígio as áreas de ciências exatas e de saúde, com elevado índice de produção científica associado à tradição dos cursos. Conta com laboratórios, bibliotecas, editora, gráfica, hospitais, núcleos policlínicos, maternidade-escola, orquestra sinfônica, coral, galerias de arte, observatório, ginásios e quadras poliesportivas. Destaque para o Instituto Alberto Luiz Coimbra de Pós-Graduação e Pesquisa em Engenharia (COPPE), pólo de excelência na área. No "Ranking das 500 melhores universidades do planeta" – divulgado em novembro de 2007 pelo "Higher Education Evaluation & Accreditation Council of Taiwan", que avaliou e classificou a performance da produção científica em universidades do mundo todo – a UFRJ aparece como a segunda instituição de ensino superior do Brasil mais bem colocada, ocupando a 331ª posição.
Fundação Getúlio Vargas (FGV)
Com sede no Rio de Janeiro, a Fundação Getúlio Vargas protagoniza um papel supraliminar na constituição do pensamento econômico no país, assessorando governos federais, estaduais e municipais e organismos internacionais. Destaca-se na formação de administradores, economistas e, mais recentemente, com os novos cursos de Ciências Sociais, Gestão de Tecnologia da Informação e Direito. Na cidade, funcionam a Escola Brasileira de Administração Pública e de Empresas (EBAPE), a Escola Superior de Ciências Sociais (CPDOC), a Escola de Pós-Graduação em Economia (EPGE), o Instituto Brasileiro de Economia (IBRE) e a Escola de Direito do Rio de Janeiro (Direito Rio) – a qual teve seu projeto de graduação laureado com grau máximo pela OAB e pelo MEC, em todos os quesitos.
Instituto Militar de Engenharia (IME)
O Instituto Militar de Engenharia é a Escola de Engenharia mais antiga das Américas, e teve início em 1792, quando, por ordem de Maria I, Rainha de Portugal, foi instalada a Real Academia de Artilharia, Fortificação e Desenho. No estágio atual, descende da fusão, em 1959, do Instituto Militar de Tecnologia – fundado em 1941 – com a Escola Técnica do Exército. Com seus ensaios tecnológicos e cursos de graduação e pós-graduação em engenharias e ciências agregadas, oferece contribuições superlativas ao desenvolvimento científico nacional. Foi eleita uma das melhores faculdades de Engenharia do Brasil, conquistando a primeira colocação em 9 dos 10 cursos avaliados pelo Exame Nacional de Desempenho dos Estudantes (Enade) em 2005. Situa-se no bairro da Urca, ao lado da estação do Bondinho do Pão de Açúcar.
Universidade do Estado do Rio de Janeiro (UERJ)
Prestigiada instituição de ensino superior, a Universidade do Estado do Rio de Janeiro (UERJ) tem seu principal campus no bairro do Maracanã, zona norte da cidade. Suas origens remontam à extinta "Universidade do Distrito Federal (UDF)", após a união de quatro faculdades anteriores: a Faculdade de Ciências Jurídicas, a Faculdade de Ciências Médicas, a Faculdade de Ciências Econômicas e a Faculdade de Filosofia, Ciências e Letras. Oferece o melhor curso de Desenho Industrial da América Latina e um dos melhores cursos de Medicina do Rio de Janeiro.
Completam o exemplário acima as seguintes instituições: Universidade Federal do Estado do Rio de Janeiro (UNIRIO), Faculdade Presbiteriana Mackenzie Rio (MACKENZIE-RIO),  Universidade Candido Mendes (UCAM), Escola Superior de Propaganda e Marketing (ESPM-RIO), Instituto Brasileiro de Mercado de Capitais (IBMEC), Pontifícia Universidade Católica do Rio de Janeiro (PUC-RIO), Universidade do Grande Rio (UNIGRANRIO), Universidade Estácio de Sá (UNESA), Universidade Veiga de Almeida (UVA) – entre outras.

### Principais institutos de pesquisa e normalização
Fundação Oswaldo Cruz
A Fundação Oswaldo Cruz é uma instituição científica criada em 1900, com o nome de "Instituto Soroterápico". Em 1918, passou a denominar-se Instituto Oswaldo Cruz, em homenagem ao pesquisador brasileiro que, ao lado de Ismael Rocha e do veterinário francês Carré, aí realizou os primeiros estudos e experimentos. Concentra-se em atividades de pesquisa e desenvolvimento de vacinas contra doenças tropicais. O Instituto de Tecnologia de Fármacos – Farmanguinhos –, encampado pela fundação, é o principal centro de desenvolvimento de anti-retrovirais e maior laboratório oficial do Brasil.

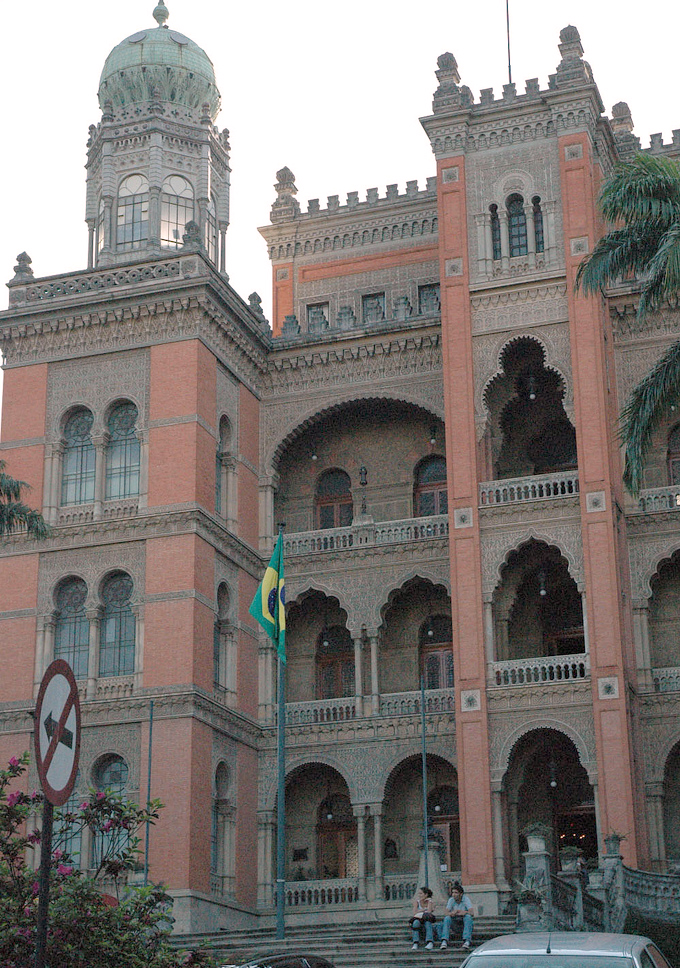
Construído em estilo neo-mourisco, o Palácio de Manguinhos, situado no bairro de mesmo nome, abriga a sede da Fundação Oswaldo Cruz.

Academia Brasileira de Ciências (ABC)
Fundada em 1916, a Academia Brasileira de Ciências subsistiu, por muito tempo, como uma associação eminentemente honorífica. Atualmente, além de sua função corporativa, coordena a publicação de pesquisas e anais, subvencionando programas e eventos de cariz científico e a implantação de novas instituições. Também entretém relações de cooperação internacional, com vistas à criação de convênios e parcerias. Seus membros, titulares e associados distribuem-se em dez áreas especializadas: Ciências Matemáticas, Ciências Físicas, Ciências Químicas, Ciências da Terra, Ciências Biológicas, Ciências Biomédicas, Ciências da Saúde, Ciências Agrárias, Ciências da Engenharia e Ciências Humanas.
Instituto Nacional de Matemática Pura e Aplicada (IMPA)
Desde 1952, o Instituto Nacional de Matemática Pura e Aplicada é um centro de pesquisa e ensino em nível de pós-graduação associado ao Ministério da Ciência e Tecnologia (MCT). Abriga a sede da Sociedade Brasileira de Matemática, contribuindo, mormente, com a organização de colóquios e para a implantação e renovação do ensino de matemática no país.
Centro Brasileiro de Pesquisas Físicas (CBPF)
O Centro Brasileiro de Pesquisas Físicas encontra-se incorporado ao Ministério da Ciência e Tecnologia (MCT), e empreende investigações experimentais e teóricas em física de altas energias, cosmologia, biofísica, mecânica estática e teoria dos campos. Existe desde 1949, atuando na formação e aperfeiçoamento do pessoal científico e no desenvolvimento de atividades acadêmicas de pós-graduação em Física Teórica e Experimental, Física Aplicada e Cosmologia.
Centro de Aperfeiçoamento e Pesquisas de Petróleo (CENAP)
Voltado à capacitação profissional na área petrolífera e à implementação de estudos tecnológicos afins, o Centro de Aperfeiçoamento e Pesquisas de Petróleo localiza-se na ilha do Fundão, em uma área 122 mil metros quadrados. Por duas vezes – em 1992 e 2002 –, consolidou-se na condição de principal centro de pesquisas da América Latina no setor, agraciado com o "Offshore Technology Conference", maior premiação mundial do ramo do petróleo.
Observatório Nacional
O Observatório Nacional, filiado ao Ministério da Ciência e Tecnologia (MCT), encarrega-se da prestação de serviços tecnológicos e estudos geodésicos, astronômicos e astrofísicos diversos, disponibilizando cursos de pós-graduação com mestrado e doutorado nas áreas. Sua história teve início em 1827, quando foi erigido, por determinação do Imperador D. Pedro I, no torreão da antiga Escola Militar, o então Imperial Observatório do Rio de Janeiro. Situa-se no morro de São Januário, e é responsável pela geração e divulgação da Hora Legal Brasileira.

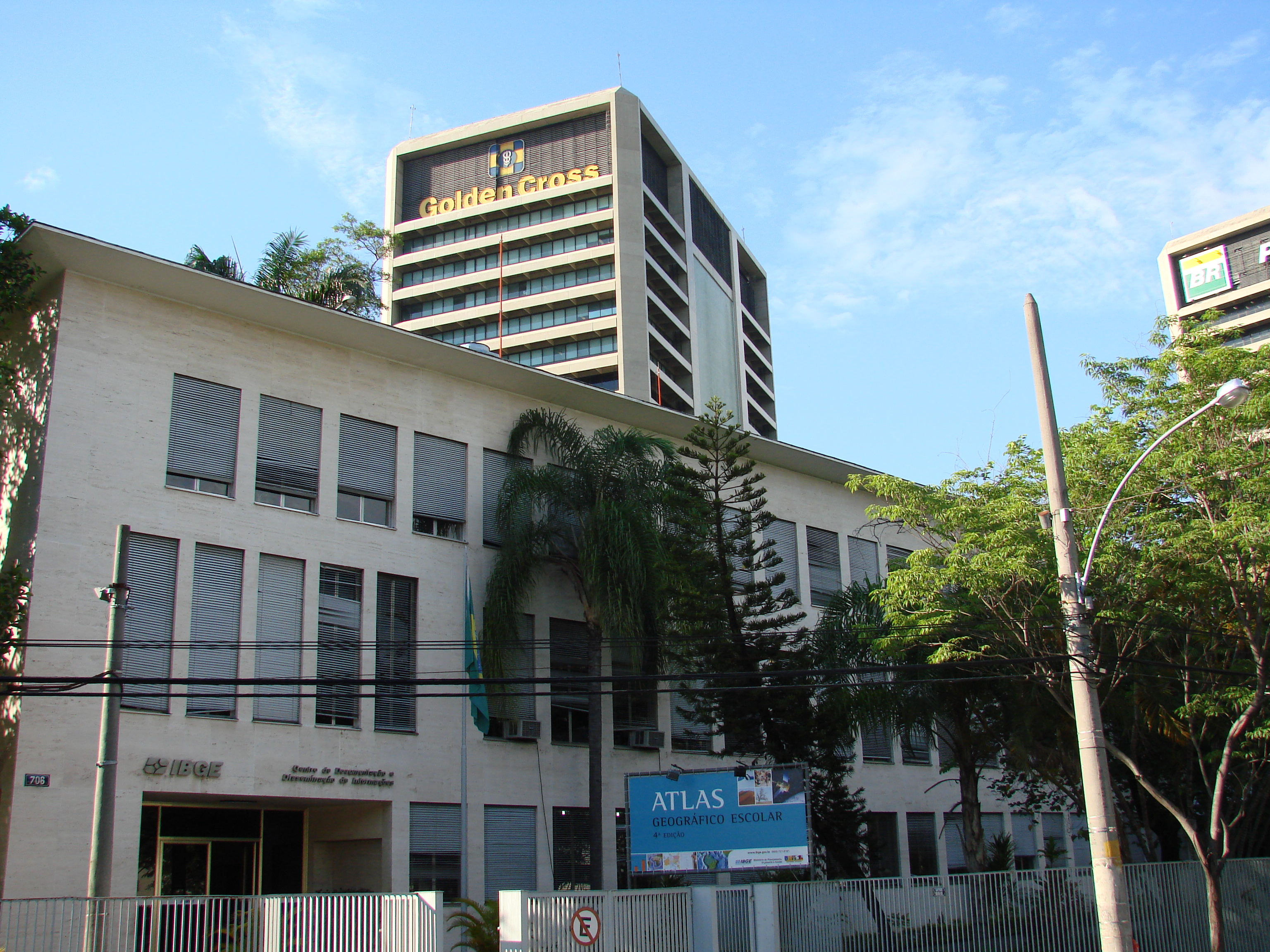
Sede do Centro de Documentação e Disseminação de Informações (CDDI) do IBGE, no Maracanã.

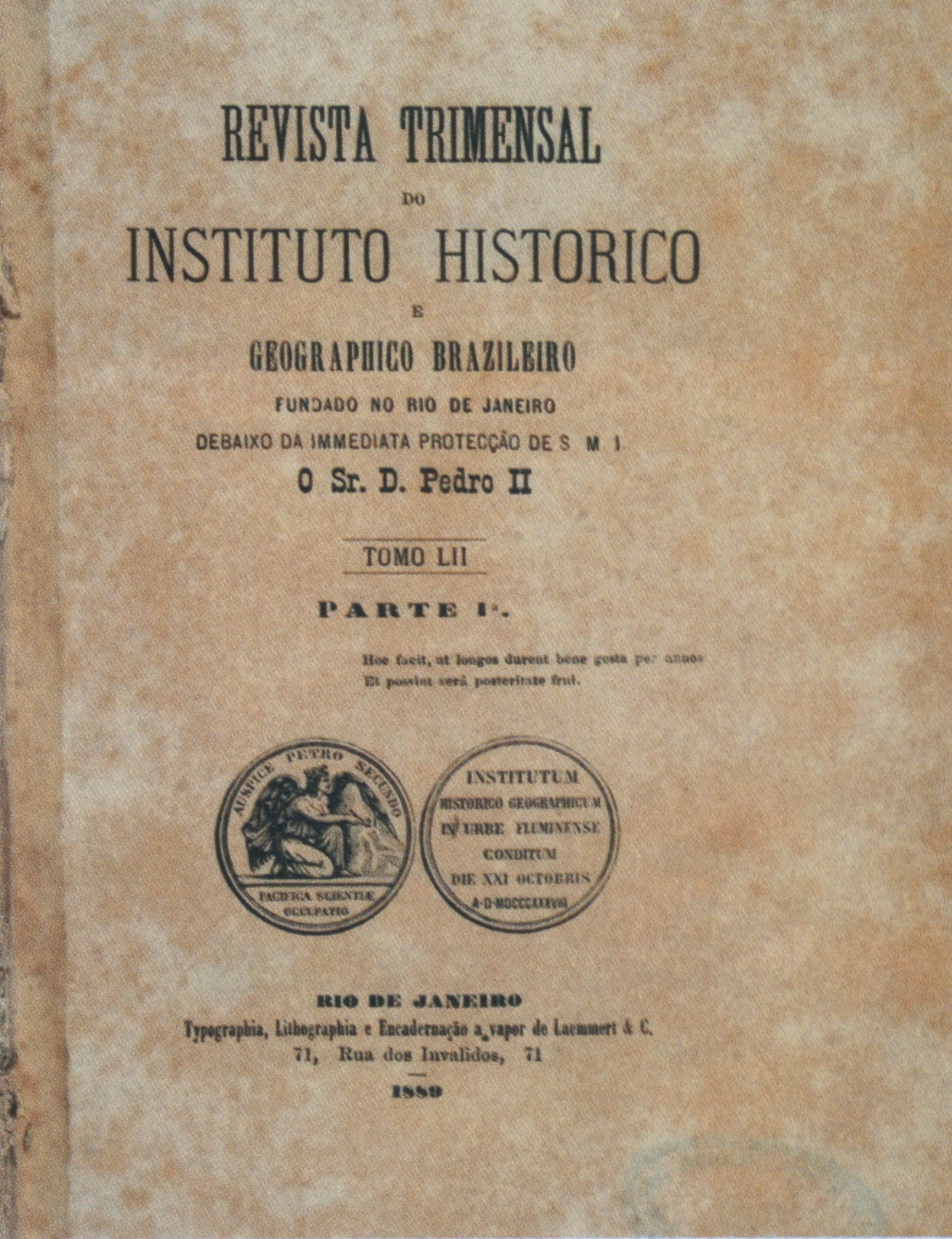
Capa de 1889 da revista do Instituto Histórico e Geográfico Brasileiro (IHGB).

Instituto Nacional de Tecnologia (INT)
Órgão de pesquisas tecnológicas instituído em 1934, o Instituto Nacional de Tecnologia auxilia a indústria brasileira em questões técnicas e tecnológicas. Realiza estudos dirigidos acerca da qualidade de produtos e matérias-primas nacionais. É subordinado ao Ministério da Ciência e Tecnologia (MCT).
Instituto Nacional de Metrologia, Normalização e Qualidade Industrial (Inmetro)
Criado em 1973, o Instituto Nacional de Metrologia, Normalização e Qualidade Industrial é uma autarquia do governo federal vinculada ao Ministério do Desenvolvimento, Indústria e Comércio Exterior (MDIC). Executa as políticas de metrologia legal e científica, de normalização industrial e a avaliação da qualidade dos produtos. Encarrega-se da acreditação de laboratórios de calibração e de ensaio, de provedores de ensaios de proficiência, e de organismos de certificação, inspeção e treinamento – indispensáveis ao desenvolvimento da infra-estrutura de serviços tecnológicos no país –, além de gerir as relações de intercâmbio com entidades estrangeiras, propiciando a inserção do Brasil nas atividades internacionais concernentes a metrologia e qualidade.
Instituto Nacional da Propriedade Industrial (INPI)
O Instituto Nacional da Propriedade Industrial é uma autarquia federal constituída em 1970 e vinculada ao Ministério do Desenvolvimento, Indústria e Comércio Exterior (MDIC), cuja atribuição é executar as normas regulatórias da propriedade industrial.
Instituto Brasileiro de Geografia e Estatística (IBGE)
O Instituto Brasileiro de Geografia e Estatística é um organismo estatal voltado à análise e prospecção de dados referentes à população e aos territórios, e aos recenseamentos econômico e demográfico. Implantou as macrodivisões territoriais do Brasil segundo critérios geoconômicos. Suas pesquisas e publicações oferecem subsídios à elaboração e implantação das políticas públicas em vários setores.
Instituto Brasileiro de Economia|Instituto Brasileiro de Economia (IBRE)
Como órgão da FGV criado em 1951, o Instituto Brasileiro de Economia dirige estudos teóricos e estatísticos sobre o produto nacional, preços, salários, produção e comércio, e realiza análises e cotejo de mercados e dos setores industriais nas diversas regiões do país. Foi o instituto que, pela primeira vez, contabilizou o PIB brasileiro.
Instituto Histórico e Geográfico Brasileiro (IHGB)
Em atividade desde 21 de outubro de 1838, o Instituto Histórico e Geográfico Brasileiro é a mais antiga instituição de fomento à pesquisa e preservação histórico-geográfica, cultural e de ciências sociais do Brasil. Criado com o objetivo pleno de coligir, metodizar e publicar os arquivos de relevância à história e geografia no país e corresponder-se com as demais associações congêneres no mundo, exerceu um papel fulcral na difusão dos conhecimentos desses ramos científicos no ensino público. A partir da segunda metade do século XX, agregaram-se historiadores e intelectuais diversos ao seu quadro funcional, com a inauguração de novas seções estaduais.